# 伯伦 (图林根州)
伯伦（德語：Böhlen，發音：[ˈbøːlən] ⓘ）是德国图林根州伊尔姆县曾经的一个市镇，面积6.16平方千米，2017年12月31日人口为542人。2019年1月1日，伯伦与另外6个市镇并入市镇大布赖滕巴赫。